# Communauté de communes de la Colme
La communauté de communes de la Colme est une ancienne communauté de communes française, située dans le département du Nord et la région Nord-Pas-de-Calais, arrondissement de Dunkerque.

## Historique
Créée en 1993, la communauté de communes de la Colme eu pour emblème l’éclusette, puisque l’eau des wateringues et des canaux, et plus particulièrement l’eau de la Colme, unit les communes.
Le 1er janvier 2012, la commune de Watten intègre l'intercommunalité.
Le 1er janvier 2014, elle disparait au profit de la communauté de communes des Hauts de Flandre.

## Composition
La Communauté de communes de la Colme regroupe 10 communes.
- Brouckerque
- Cappelle-Brouck
- Drincham
- Holque
- Looberghe
- Millam
- Saint-Momelin
- Saint-Pierre-Brouck
- Watten
- Wulverdinghe

## Compétences
- Aménagement de l’espace communautaire
- Actions de développement économique d'intérêt communautaire
- Protection et mise en valeur de l’environnement dans l'intérêt communautaire
- Création, aménagement et entretien de l'ensemble des voiries du domaine public et privé des communes
- Politique du logement et du cadre de vie
- Mise en place d’une politique sociale et culturelle.

## Présidents
| Période | Période  | Identité      | Étiquette | Qualité                                      |
| ------- | -------- | ------------- | --------- | -------------------------------------------- |
|         |          |               |           |                                              |
|         | en cours | Michel Decool | UMP       | maire de Cappelle-Brouck, conseiller général |